# 情熱物語 (ドナ・サマーの曲)
「情熱物語」（じょうねつものがたり、She Works Hard for the Money）は、1983年に発表されたドナ・サマーの楽曲。同名のアルバムからの先行シングルとして発売された。
第26回グラミー賞の授賞式でも披露され、この模様は1994年にリリースされたアルバム『グラミー賞グレイテスト・ヒッツ! VOL.1 (Grammy's Greatest Moments Volume I)』に収録されている。

## 経緯
ロックとダンス音楽を融合した曲調のこの曲は、R&Bチャートの首位に3週間留まり、『ビルボード』誌の Billboard Hot 100 で最高3位まで上昇し、ダンス・チャートでも3位、全英シングルチャートでも25位に入った。サマーにとって代表曲のひとつとなった。

## 内容
生活のために長時間労働を強いられているシングルマザーの現状を訴え、女性主体の視点から労働条件における格差をテーマとした社会的な楽曲となっている。共作に加わっているサマーが、ハリウッド界隈のセレブ御用達のレストランチェイスンズでトイレを利用した際、出会った接客係・オネッタ・ジョンソン（Onetta Johnson）の話を踏まえており、「お金のために懸命に働く」女性についてのジェンダーギャップを題材にしている。

## ミュージック・ビデオ
ブライアン・グラント (Brian Grant) が監督した、この曲のミュージック・ビデオは、MTVで公開され、アフリカ系アメリカ人女性アーティストの曲として最初に「ヘヴィー・ローテーション」の対象となった。ビデオの中では、ダイナーのウェイトレスとして働く主人公の女性に、仕事のことや、手に負えない厄介な子供たちの育児など、もろもろの負担がかかっている様子が描かれる。かつてはバレリーナになりたかった彼女だが、そんな夢もとうに捨ててしまった。サマーは、彼女の様子を台所の窓から覗く観察者として、また、崩れ落ちる主人公を手助けする女性としてビデオの中に登場し、最後には、自分たちの自立と「ハードワーク」を認めさせようと街頭に繰り出す、様々な制服に身を包んだ女性たちの一団を率いるリーダーとして登場する。主人公の女性も、最後のシーンでは街頭で他の女性たちと一緒に踊っている。
この曲が生み出したイメージや、ジャケット写真のパロディとして、1984年のフランク・シナトラの曲「L.A. Is My Lady」のビデオには、ウェイトレスの衣装を着けたサマー本人が登場し、給仕をしたり、額の汗を拭ったりする。

## 公式バージョン
- "She Works Hard for the Money" - (7" single version) - 4:10
- "She Works Hard for the Money" - (Album Version) - 5:19
- "She Works Hard for the Money" - (12" single version) - 6:15
- "She Works Hard for the Money" - (Instrumental version - B-side of 12" single) - 5:47

## チャート順位
| チャート(1983)                         | 最高位 |
| -------------------------------------- | ------ |
| 米 Billboard Hot 100                   | 3      |
| 米ビルボード・クラブ・プレイ・チャート | 3      |
| 米ビルボードR&Bチャート                | 1      |
| オーストラリア・シングル・チャート     | 2      |
| カナダ・シングル・チャート             | 2      |
| オランダ・トップ40                     | 18     |
| 仏シングル・チャート                   | 4      |
| 独シングル・チャート                   | 11     |
| アイルランド・シングル・チャート       | 26     |
| イタリア・シングル・チャート           | 27     |
| 日本（オリコン）シングル・チャート     | 52     |
| ニュージーランド・シングル・チャート   | 23     |
| ノルウェー・シングル・チャート         | 9      |
| スペイン・シングル・チャート           | 6      |
| スウェーデン・シングル・チャート       | 5      |
| スイス・シングル・チャート             | 10     |
| 全英シングルチャート                   | 25     |

| 先代 「Juicy Fruit」 エムトゥーメイ | Billboard Hot Black Singles 首位 1983年7月30日 – 8月13日 | 次代 「Get It Right」アレサ・フランクリン |

## カバー・バージョン
- 2006年、オーストラリアのガール・グループ Young Divas が、セルフタイトルのデビュー・アルバムでこの曲をカバーした。
- 2007年、『アメリカン・アイドル (シーズン6)』で、ジョーダン・スパークスがライブ演奏した。スパークスはこのシーズンの優勝者となった。
- 2009年、『アメリカン・アイドル (シーズン8)』で、クリス・アレンがライブ演奏した。アレンはこのシーズンの優勝者となった。アレンは、この曲のスタジオ・バージョンも録音した。